# 女が音楽を始めるときはモテたいからじゃない
『女が音楽を始めるときはモテたいからじゃない』（おんながおんがくをはじめるときはモテたいからじゃない）は、文化放送で2020年4月2日（1日深夜）から2021年9月27日（26日深夜）まで放送されていたトーク番組。

## 番組概要
2019年9月より3回にわたって放送された特別番組の好評を受けてレギュラー化となった女性シンガーソングライターによる番組。リスナーのメッセージ紹介や、自身の音楽ルーツについてや自身のプライベートな話をしていく。
パーソナリティが週替わりで担当し、2020年10月から番組終了まで、文化放送の放送クロージングの局名告知アナウンスも担当していた。
番組ディレクターを務める吹野圭治が女性アーティストのライブのMCで言った言葉に衝撃を受け、それを番組名にしたと語っている。また、現在、パーソナリティを務める5人は恋愛だけでなく、日常の様々な感情を言葉として紡いでいるアーティストとして最初に浮かんだ存在たちだった。
番組公式ハッシュタグは「#じゃない」で感想などを募集している。

## 放送時間
- 文化放送、月曜<日曜深夜> 1:30 - 2:00（2020年10月5日（4日深夜） - 2021年9月27日（26日深夜））[5]
  - プロ野球日本シリーズなどのスポーツ中継が日曜日の夜に行われる場合、同日のA&G枠各番組の放送枠捻出の都合上、本番組は予め休止される場合がある（2020年11月22日に事例あり）。
- 文化放送、木曜<水曜深夜> 2:30 - 3:00（2019年4月2日（1日深夜） - 2020年10月1日（9月30日深夜））[3]

## 特別番組（プレ放送）
- 第1弾（2019年9月17日） - 日食なつこ、FINLANDS[6]
- 第2弾（2020年1月11日） - ヒグチアイ、コレサワ[7]
- 第3弾（2020年2月1日） - NakamuraEmi[8]

## ゲスト
コレサワ担当週
- 2020年10月5日（４日深夜） - ヒグチアイ[9]

竹内アンナ担当週
- 2021年4月12日（11日深夜） - キューイチロー[10]

FINLANDS（塩入冬湖）担当週
- 2020年6月25日（24日深夜） - 日食なつこ（電話出演）[11]

## エピソード
- 2020年11月2日（1日深夜）の放送でコレサワの『あたしが死んでも』を初オンエアした[12]。
- 2021年8月9日（8日深夜）の放送では竹内がドライブロケした模様（リスナーが運転しているてい）を放送した[13]。